# La gabbia di ferro
La gabbia di ferro (Outside the Wall) è un film statunitense del 1950 diretto da Crane Wilbur.
È un film drammatico a sfondo romantico con protagonisti Richard Basehart, Marilyn Maxwell e Signe Hasso.

## Trama
Dopo un lungo periodo in galera, Larry Nelson fatica a trovare un nuovo lavoro e per evitare le cattive compagnie inizia a lavorare in un sanatorio. Ma anche qui viene coinvolto in una truffa. In ospedale giunge infatti, sotto falso nome, Jack Bernard, che deve sottoporsi ad un delicatissimo intervento chirurgico, le possibilità di sopravvivere dopo il quale sono tragicamente basse.
Jack, ricercato dalla polizia, è stato autore di un sanguinoso assalto ad un furgone portavalori che gli ha fruttato un milione di dollari: Larry lo conosceva in precedenza, e, - sebbene trattato con rispetto e comprensione dall'infermiera Ann Taylor - è infatuato della collega Charlotte Maynard (che senza mezzi termini gli confessa di essere attratta solo da uomini ricchi). Egli dunque accetta, in cambio di un lauto compenso, di far da tramite fra il delinquente e la sua ex-moglie Celia, per consegnarle mensilmente la somma di denaro cui era abituata.
Ma Celia, a conoscenza del fatto che Jack probabilmente morirà, è intenzionata ad impadronirsi dell'intero bottino della rapina, il cui nascondiglio è ignoto, e, associatasi con altri malviventi, è convinta che Larry sia in realtà l'unico altro superstite dell'assalto, tale Dubois, l'unico che (tranne Jack) potrebbe sapere dove è nascosto il malloppo. Larry quindi viene da loro rapito, portato in un covo – un bungalow di legno in campagna - e torturato, ma riesce a fuggire. Tornato al sanatorio, egli dice a Jack di volersi tirar fuori dall'intera faccenda, ma Jack lo ricatta, facendogli capire che, in tal caso, egli avrebbe testimoniato alla polizia che Larry è precisamente Dubois, il che avrebbe portato alla rovina dell'ex-carcerato, considerato il fatto che il vero Dubois è stato assassinato da Jack, e il suo cadavere giace sul fondo di un fiume.
Più avanti la banda di Celia rapisce Jack dal sanatorio, dopo l'operazione. Larry è consapevole del fatto che l'unica possibilità di essere scagionato dall'impresa (che non ha commesso) risiede nella corretta testimonianza di Jack, quindi cerca di aiutarlo: innanzitutto scopre fra gli effetti personali del rapito una busta, a lui diretta, contenente un biglietto di un deposito bagagli, nel quale un baule ritirabile dal portatore Larry contiene il frutto della rapina. Larry affida il biglietto ad Ann, e si reca nel bungalow dove ritiene sia stato portato il moribondo Jack. Celia e la sua gang rapiscono anche Ann. Larry viene mandato sotto scorta a ritirare il baule, ma, sul foglio di ricevuta, scrive all'addetto di convocare la polizia al covo, dove la spedizione rientra.
Lì Jack, in un ultimo momento di lucidità e prestanza fisica, dà fuoco all'edificio (e alle banconote). Arriva la polizia. Jack, all'oscuro degli ultimi avvenimenti, e convinto che Larry lo abbia tradito, in punto di morte riferisce ad un poliziotto che Larry non è altri che Dubois, negandogli in tal modo l'ultima possibilità di scagionarsi. È solo grazie all'intervento di Ann, a conoscenza di tutti i retroscena, che Jack "assolve" Larry dichiarando l'ubicazione del cadavere di Dubois. Poi spira. Con la sua morte, Larry è liberato da ogni possibile coinvolgimento, come il sostegno dato al criminale deceduto. Larry ed Ann – che ha dimostrato di essere interessata anche ad altro rispetto al denaro – si abbracciano.  

## Produzione
Il film, diretto da Crane Wilbur su una sceneggiatura di Crane Wilbur con il soggetto di Henry Edward Helseth, fu prodotto da Universal International Pictures a Los Angeles in California.

## Distribuzione
Il film fu distribuito negli Stati Uniti dall'8 febbraio 1950 al cinema dalla Universal Pictures.
Alcune delle uscite internazionali sono state:
- in Finlandia il 13 ottobre 1950 (Vankilan muurien ulkopuolella)
- in Svezia il 23 ottobre 1950 (Farlig frihet)
- nelle Filippine l'11 febbraio 1952
- in Danimarca l'11 agosto 1952
- in Portogallo il 31 marzo 1953
- in Germania Ovest il 30 agosto 1984 (Ins Leben entlassen, in prima TV)
- in Grecia (Megalosa sti fylaki)
- in Italia (La gabbia di ferro)